# Wolfsindis von Reisbach

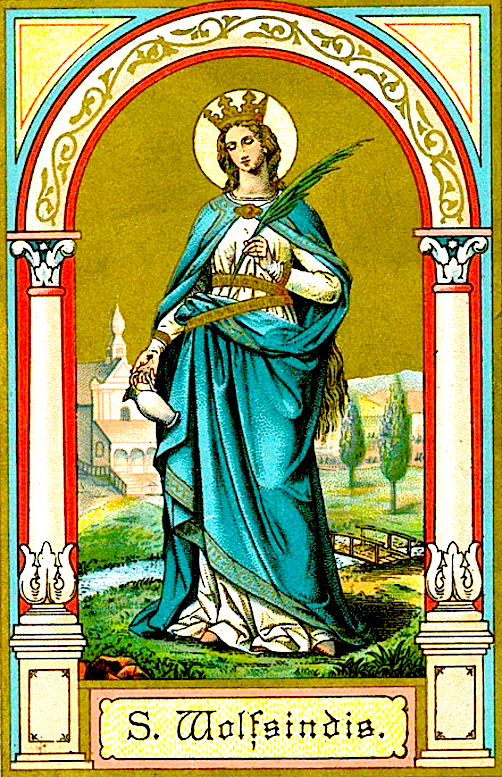
Hl. Wolfsindis von Reisbach. Um 1900.

Wolfsindis von Reisbach ist eine regionale Heilige des Mittelalters in Niederbayern, die als Heilige Jungfrau und Märtyrerin verehrt wird. Die Verehrung reicht ins 7. oder 8. Jahrhundert zurück.
Der Legende nach soll Wolfsindis heimlich Christin geworden und vom heidnischen Vater erschlagen worden sein, worauf am Ort ihres Todes eine Quelle entsprang. Nach anderer Überlieferung soll sie als christliche Jungfrau von einem abgewiesenen Verehrer an ein Pferd angebunden und zu Tode geschleift worden sein.
Die Heilige und ihr Grab wurden spätestens seit dem 8. Jahrhundert verehrt, als der bayerische Herzog Tassilo III. (748–788) um 753/772 Reisbach an das Kloster Wessobrunn schenkte. Am Ort fand 798/799 eine kirchliche Diözesansynode statt. Wolfsindis wird in einem Wessobrunner Nekrolog des 10. Jahrhunderts genannt. Weiter führen sie eine Urkunde des Regensburger Bischofs Heinrich I. (1132–1155) von 1139 sowie ein St. Galler Nekrolog von Notker der Stammler des 12. Jahrhunderts auf. Seit 1753 wird der Festtag der Wolfsindis in Reisbach und im benachbarten Dirnaich begangen. Als Todes- und Gedenktag der Wolfsindis gilt seit alter Zeit der 2. September. An ihrer Historizität wird nicht gezweifelt, wohl aber an ihrem Martyrium. Der Kult der Heiligen ist mit einem Quellenkult verbunden: Dem Wasser, das jetzt unter dem Altar des seit 1822 erbauten Kirchleins entspringt, wurden im 18. und 19. Jahrhundert viele Heilungen zugeschrieben.